# Kastenbrust
Kastenbrust (it. "busto a scatola") è una tipologia di armatura a piastre d'acciaio in uso alla cavalleria pesante europea nella prima metà del XV secolo. Era caratterizzata da una corazza ampia, squadrata, e da una scarsella inguinale molto pronunciata, volte a garantire agio al cavaliere qualora avesse dovuto combattere appiedato.

## Storia
L'armatura a piastre tp. Kastenbrust ebbe larga diffusione nelle terre del Sacro Romano Impero Germanico nella prima metà del XV secolo, prima cioè del massiccio diffondervisi dell'armatura a piastre tp. "Gotica". La Kastenbrust si costituì allora quale unica "concorrente" per le prime armature a piastre complete, dalle forme molto più arrotondate, prodotte nel medesimo periodo in Italia. La particolare foggia della Kastenbrust ha portato gli studiosi a supporre che si sarebbe trattato di armature appositamente sviluppate per dei cavalieri usi anche a smontare di sella per combattere, una caratteristica questa che la cavalleria pesante germanica aveva forzatamente dovuto fare propria dai primordi del Quattrocento per combattere efficacemente le pericolose falangi di fanteria degli Hussiti (v. Crociata hussita) e degli svizzeri (v. Battaglia di San Giacomo sul Sihl).
Successivamente si ebbe una progressiva fusione con l'armatura gotica che conservò solo la pronunciata scarsella inguinale .

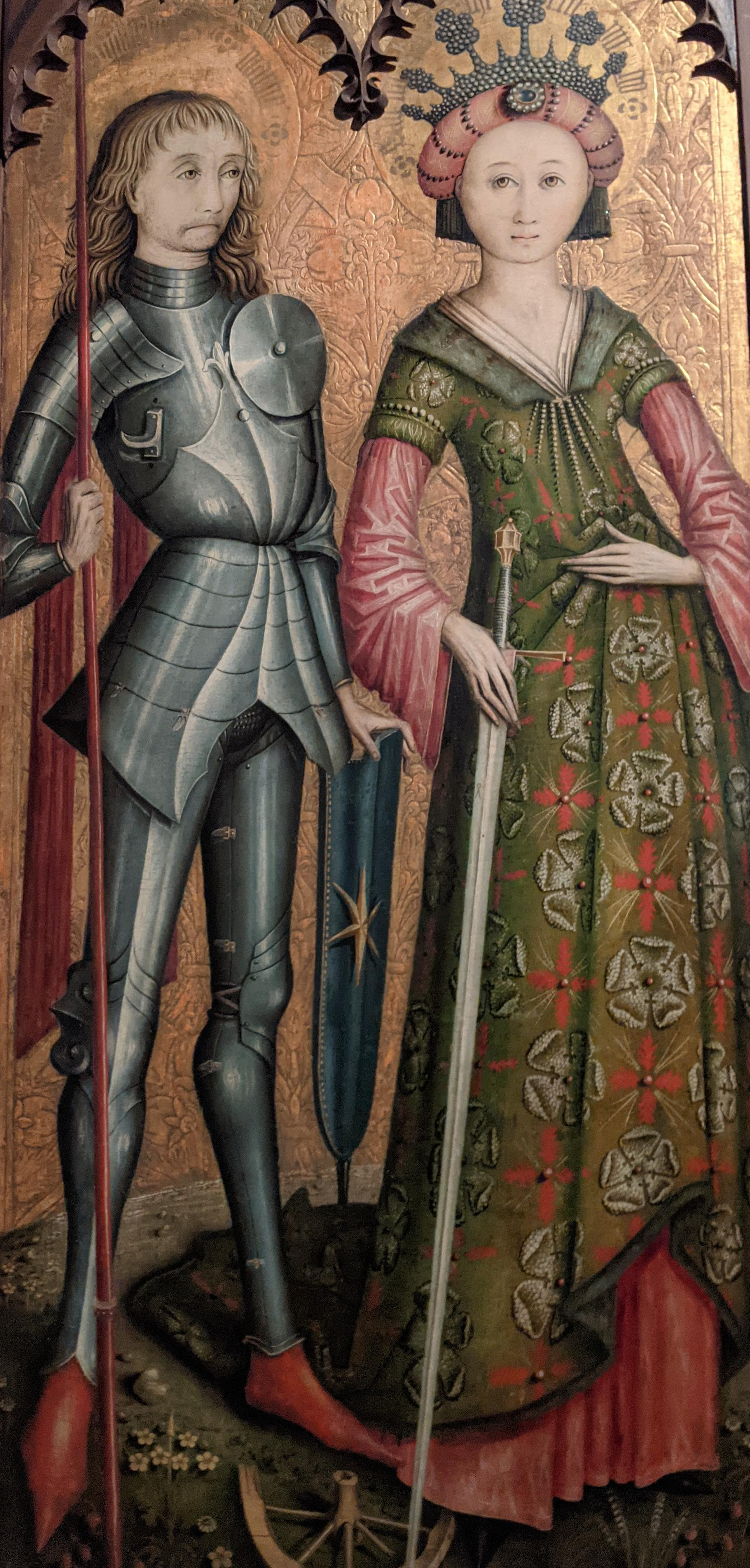

Ad oggi, solo due esemplari museali di Kastenbrust sono noti: un'armatura datata al 1440 conservato presso il Vienna Museum di Vienna (Inv. 127.000-127.009) ed un pezzo di corazza conservata presso lo Zeughaus Berlin (l'ex Arsenale) di Berlino. In compenso, la Kastenbrust è stata ampiamente raffigurata nel materiale iconografico della prima metà del Quattrocento.

## Costruzione
Rispetto all'armatura a piastre "classica" prodotta in Italia nella prima metà del XV secolo, la Kastenbrust è molto simile nella componentistica; si evincono solo alcune divergenze estetiche dovute al diverso approccio germanico alla pratica bellica:
- la testa del cavaliere non era protetta da una barbuta ma da un "Gran Bacinetto" con visiera;
- la corazza pettorale aveva circonferenza addominale più ampia e presentava una superficie profondamente scanalata;
- la scarsella era larga, lunga e rigida, per garantire agio alle gambe corazzate, e vi venivano rivettati il fodero della spada a due mani e del baselardo;
- gli arti erano protetti da piastre metalliche tronco-coniche più aderenti e meno ingombranti rispetto ai modelli italiani.